# Bonifatius (Preussen)
Bruno von Querfurt, även känd som Bonifatius, född 974 i Querfurt, död den 14 februari 1009, var en tysk prelat och helgon känd som "Preussens apostel".
Bruno föddes som en av fyra söner till greve Bruno II von Querfurt och hans hustru Ida von Sachsen. Hans far var den förste kände innehavaren av Borg Querfurt och var en av Otto II:s viktigaste militära rådgivare 973-83. Bruno tillhörde von Querfurt-ätten, ur vilken kejsar Lothar III sedermera framgick. Hans mor Ida tillhörde den ottonska dynastin som styrde det ostfrankiska och senare tysk-romerska riket mellan år 919 och 1024.
Ettersom Brunos bror Gebhard I von Querfurt var arvinge till grevskapet Querfurt, bestämdes Bruno tidigt för det andliga ståndet. Som sexåring sattes han i katedralskolan i Magdeburg och blev tidigt kanik där. Han åtföljde Otto III på hans Romfärd, gick där på uppmaning av Adalbert av Prag i kloster och slöt sig till den helige Romuald och dennes strävanden för klosterväsendets reformation. Ännu mycket ung, ställdes han av påven Silvester II i spetsen för den polska missionen och utnämndes till ärkebiskop. År 1008 var det Bonifatius delegation till Sverige som döpte Olof Skötkonung. 
Av kampen mellan Henrik II och Boleslav I av Polen förhindrad att anträda sin missionsresa, begav han sig först till kung Stefan av Ungern, därefter till furst Vladimir i Kiev samt verkade en tid bland petjenegerna. Han återvände därpå till Polen, där han skall ha författat Vita quinque fratrum Poloniae, och anträdde därpå sent omsider sin missionsfärd till Preussen, där han redan 1009 led martyrdöden. Sedermera blev han upptagen bland helgonens antal (åminnelsedag 15 oktober). Förutom det nyss nämnda verket författade Bonifatius Vita Adalberti episcopi pragensis.